# Erika Eiffel
Pour les articles homonymes, voir Eiffel.
Erika LaBrie, dite Aya ou Erika Eiffel, née en 1972, est une Américaine connue pour s'être mariée à la tour Eiffel,,, dans un mariage « objecto-sexuel » en 2007. Elle a découvert la tour Eiffel en 2004 et a ressenti une attirance immédiate.
Elle est fondatrice de OS Internationale, une organisation de personnes aimant les objets inanimés, et est apparue en tant que porte-parole dans différents média écrits, radiodiffusés et télévisuels. Son amour pour la tour Eiffel a fait l'objet de nombreuses publications et documentaires[Lesquels ?]. En ce qui concerne l'attirance pour les objets inanimés elle déclare : « nous ressentons une connexion innée aux objets. Il nous apparaît tout à fait normal de nous y connecter à différents niveaux, émotionnel, spirituel et aussi physique pour certains ».
En avril 2009, pour le deuxième anniversaire de son mariage avec la tour Eiffel, elle a participé à Good Morning America, racontant comment l'objet de son amour l'avait rendue plus forte.
Ancienne militaire américaine, elle est rentrée dans la United States Air Force Academy en 1993 mais a dû démissionner après avoir été victime d'une agression sexuelle. Elle est également championne de tir à l'arc,[précision nécessaire] et continue de concourir à un niveau international.

## Culture
En 2020, son histoire inspire le film Jumbo de la réalisatrice belge Zoé Wittock.